# Национални парк Салонга
Национални парк Салонга је национални парк у ДР Конгу, смештен у низијском делу реке Конго. То је највеће заштићено подручје тропске прашуме у Африци, површине 36.000 км², од чега је 17.045,80 км² строго заштићено.
Национални парк Салонга основан је 1970. године, а 1996. године уписан је на Унесков ву листу светске баштине у Африци као једно од последњих уточишта многих ендемских животињских врста као што су: Бели носорог, шимпанза Бонобо, коњски паун и оклопљени крокодил.
Међутим, због опадања популације Белих носорога (1984) и колапса администрације (1999), што је изазвало оружане сукобе који су пустошили то подручје од 1990-их, парк је 1997. уписан на листу угрожених места светске баштине. Након побољшања стања очуваности, локалитет је уклоњен са листе угрожених 2021.

## Географија
Парк се налази у области прашуме отприлике на пола пута између Киншасе, главног града, и Кисанганија. Нема путева и већина парка је доступна само реком. Делови националног парка су скоро потпуно неприступачни и никада нису систематски истражени. Јужни регион насељен народом Ијаелима доступан је преко реке Локоро, која протиче кроз центар и северне делове парка, и реке Лула на југу. Река Салонга вијуга углавном у северозападном правцу кроз Национални парк Салонга до њеновог ушће у реку Бусира.

## Историја
Национални парк Салонга основан је као Национални парк Чуапа 1956. године, а своје садашње границе добио је председничким декретом председника Мобуту Сесе Секо из 1970. године. Он је регистрован је као UNESCO локација светске баштине 1984. године. Због грађанског рата у источној половини земље, 1999. године уврштен је на Листу угрожене светске баштине.
Парком заједнички управља Конгоански институт за заштиту природе и Светски фонд за природу од 2015. У току су опсежне консултације са две главне популације које живе у парку; Ијаелима, последњи преостали становници парка и Китавалисти, религиозна секта која се инсталирала у парку непосредно након његовог стварања. Постоји интензивна сарадња између чувара парка и Ијаелима, јер се села Ијаелима користе као стражарска места. Познато је да је густина боноба највећа око села Ијаелима, што показује да они не представљају претњу за амблематичне врсте парка.

## Екологија
Смештен у центру басена Конга, Национални парк Салонга штити највећу прашуму у Африци и другу по величини на свету. Велика величина и еколошка сложеност ове прашуме омогућили су врстама и заједницама да се релативно неометано развијају. Као резултат тога, национални парк штити веома биоразноврсни и јединствен екосистем. Од 735 идентификованих биљних врста у југозападном делу парка, 85% се ослања на животиње како би распршиле своје семе, процес који се назива зоохорија.
Многи велики сисари налазе се у парку са релативно високом густином, укључујући бонго антилопе, црнокресте мангабе, леопарде и бонобе. Јужни регион је био локација за проучавање боноба у дивљини. Постоји много већа популација боноба у близини насеља Ијаелима него другде у парку, очигледно зато што им Ијаелими не штете и играју важну улогу у њиховом очувању. Упркос притиску криволова, одржива популација шумских слонова опстаје у парку.
Остали сисари у парку су Драјас мајмун, Толонов црвени колобус, дугорепи љускавац, џиновски љускавац, белотрби љускавац, анголски витки мунгоси, водени генетка, нилски коњ, афричка златна мачка, шумска свиња, жутолеђи дујкер, ситатунга, окапи, бушбак, водени јеленчић и шумски бивол.
У парку су присутне многе врсте птица, укључујући сточну чапљу, црну роду и жутокљуну роду. Конгоански паун, угрожена врста птица ендемска за басен Конга и национална птица Демократске Републике Конго, живи у примарним и секундарним шумама унутар парка.
У парку је идентификовано 56 врста риба, укључујући сомове Clarias buthupogon и Synodontis nigriventris. Афрички крокодили витке њушке се такође налазе у парку.